# Privredni sudovi u SFRJ
Privredni sudovi u SFRJ (hrvatski: trgovački sudovi), (slovenski: gospodarska sodišča) sudovi su koji su osiguravali dvostupnost u rješavanju privrednih sporova, privrednih prijestupa i drugih privrednosudskih postupaka u bivšoj Socijalističkoj Federativnoj Republici Jugoslaviji.
Postojali su okružni privredni sudovi kao sudovi prvog stupnja i viši privredni sudovi odnosno Privredni sud SAP Vojvodine i odjeli Vrhovnih sudova SR Crne Gore te SAP Kosova te Viši sudovi SR Slovenije kao drugostupanjski sudovi.
Na konačne presude i rješenja sudova autonomnih pokrajina i republika postojao je pravni lijek žalbe Vrhovnom sudu Jugoslavije koji je od 22. travnja 1974. prema odredbama Ustava nazvan Saveznim sudom.
U Socijalističkoj Republici Bosni i Hercegovini:
1. Okružni privredni sud u Banjoj Luci
2. Okružni privredni sud u Doboju
3. Okružni privredni sud u Mostaru
4. Okružni privredni sud u Sarajevu
5. Okružni privredni sud u Tuzli
6. Okružni privredni sud u Zenici
7. Viši privredni sud SR Bosne i Hercegovine

U Socijalističkoj Republici Crnoj Gori:
1. Okružni privredni sud u Bijelom Polju
2. Okružni privredni sud u Titogradu (danas Podgorica)
3. Vrhovni sud SR Crne Gore

U Socijalističkoj Republici Hrvatskoj:
1. Okružni privredni sud u Bjelovaru
2. Okružni privredni sud u Karlovcu
3. Okružni privredni sud u Osijeku
4. Okružni privredni sud u Rijeci
5. Okružni privredni sud u Slavonskome Brodu
6. Okružni privredni sud u Splitu
7. Okružni privredni sud u Varaždinu
8. Okružni privredni sud u Zagrebu
9. Viši privredni sud SR Hrvatske

U Socijalističkoj Republici Makedoniji:
1. Okružni privredni sud u Bitoli
2. Okružni privredni sud u Skopju
3. Okružni privredni sud u Štipu
4. Viši privredni sud SR Makedonije

U Socijalističkoj Republici Sloveniji:
1. Temeljni sud u Celju
2. Temeljni sud u Kopru
3. Temeljni sud u Kranju
4. Temeljni sud u Ljubljani
5. Temeljni sud u Mariboru
6. Temeljni sud u Murskoj Soboti
7. Temeljni sud u Novoj Gorici
8. Temeljni sud u Novom Mestu
9. Viši sud u Celju
10. Viši sud u Kopru
11. Viši sud u Ljubljani
12. Viši sud u Mariboru

U Socijalističkoj Republici Srbiji:
1. Okružni privredni sud u Beogradu
2. Okružni privredni sud u Kragujevcu
3. Okružni privredni sud u Kraljevu
4. Okružni privredni sud u Leskovcu
5. Okružni privredni sud u Nišu
6. Okružni privredni sud u Požarevcu
7. Okružni privredni sud u Titovom Užicu
8. Okružni privredni sud u Valjevu
9. Okružni privredni sud u Zaječaru
10. Viši privredni sud SR Srbije

U Socijalističkoj Autonomnoj Pokrajini Kosovu:
1. Okružni privredni sud u Đakovici
2. Okružni privredni sud u Prištini
3. Vrhovni sud SAP Kosova

U Socijalističkoj Autonomnoj Pokrajini Vojvodini:
1. Okružni privredni sud u Novom Sadu
2. Okružni privredni sud u Pančevu
3. Okružni privredni sud u Somboru
4. Okružni privredni sud u Srijemskoj Mitrovici
5. Okružni privredni sud u Subotici
6. Okružni privredni sud u Zrenjaninu
7. Privredni sud SAP Vojvodine

## Pogledajte i
- Trgovački sudovi u Hrvatskoj